# 크리스타 로드리게스
크리스타 로드리게스(Krysta Rodriguez, 1984년 7월 23일 ~ )는 미국의 배우, 가수이다.

## 출연 작품
- 마이 베이커리 인 뉴욕 (2015)